# Steroide 21-monoossigenasi
La steroide 21-monoossigenasi è un enzima appartenente alla classe delle ossidoreduttasi, che catalizza la seguente reazione:
uno steroide + AH2 + O2 ⇄ un 21-idrossisteroide + A + H2O
È un sistema enzimatico che coinvolge una proteina eme-tiolata (P-450) ed una flavoproteina.